# Jorge Tibiriçá
Jorge Tibiriçá Piratininga (Paris, 15 de novembro de 1855 — São Paulo, 29 de setembro de 1928) foi um agrônomo e político brasileiro. Foi o presidente do estado de São Paulo por duas vezes: a primeira entre outubro de 1890 e março de 1891, e a segunda entre maio de 1904 e de 1908.

## Primeiros anos e educação

### Família e nascimento
O nascimento de Jorge Tibiriçá Piratininga ocorreu no dia 15 de novembro de 1855, em Paris, resultante do casamento entre João Tibiriçá Piratininga e Pauline Eberlé.
Um dos fazendeiros mais renomados da cidade de Itu, cidade no interior de São Paulo, seu pai viajou ao continente europeu para estudar, desembarcando em território francês em 1848. Acabou não se formando em nenhuma graduação, mas obteve novos aprendizados no setor da agricultura e, claro, conheceu sua futura esposa e mãe de seu filho.
João e Pauline se casaram em 1854. Tiveram Jorge um ano depois e se mudaram para o Brasil em 1859. O retorno de João se deu em função da morte de seu pai, do qual tomou conhecimento por meio de uma carta.

### Juventude e educação
A família se estabeleceu na fazenda de Itaici. Eram cerca de 1500 alqueires, localizados entre as cidades de Itu e Indaiatuba e próximos ao Rio Jundiaí, onde Jorge deu início à vida escolar, tendo como professora a própria mãe, e só foi ser matriculado em uma escola aos 11 de idade.
Mesmo assim, foram apenas três anos de estudos no Colégio Barth, situado no Brás, bairro da zona leste de São Paulo. Acompanhado de sua mãe, Jorge partiu rumo a França, com o objetivo de concluir seu ensino, de acordo com o planejado por seu pai, João Tibiriçá.
No entanto, a experiência no velho continente foi conturbada, dado o complicado momento político pelo qual os franceses passavam. Com os conflitos entre o império de Napoleão III e a Prússia, então governada pelo chanceler Otto von Bismarck, os planos mudaram. O jovem de apenas 14 anos partiu em viagem para Zurique, onde se matricularia em um colégio a fim de dar sequência aos estudos. No entanto, acabou ilhado em Estrasburgo, onde presenciou a guerra franco-alemã.
Ainda em 1870, Jorge Tibiriçá tirou o passaporte que lhe permitia o acesso a Suíça. Porém, com o cerco armado pelo exército prussiano e, consequentemente, a capitulação de Paris, o brasileiro enfim foi liberado a regressar à Cidade Luz. Em meio à guerra civil que havia se instaurado na França, pela qual se estabeleceu a Comuna de Paris, o jovem recebeu a notícia de que sua mãe havia sido vítima das más condições de vida que assolavam o país. Pauline Eberlé foi encaminhada ao hospital, mas não resistiu e acabou falecendo.
No Brasil, João Tibiriçá tomou conhecimento do ocorrido e, mesmo assim, determinou que seu filho continuasse na Europa. Desta forma, Jorge voltou para Zurique, onde se tornou aluno do Colégio Riffel.
Concluído o ensino médio, o jovem emendou dois cursos superiores. O primeiro foi em Hohenheim, distrito da cidade de Stuttgart, onde graduou-se e fez o doutorado em agronomia, seguindo os passos de seu pai. O segundo foi novamente em Zurique, na Suíça, onde repetiu a dose, mas no curso de filosofia.
Quase dez anos após deixar o país, Jorge Tibiriçá Piratininga enfim retornou ao Brasil. Pouco depois de sua chegada, envolveu-se com Ana de Queirós Teles, com quem casou logo em 1880.
Na mesma época, deu início à carreira de agrônomo, voltando suas atenções para as produções da fazenda Ressaca, localizada entre as cidades de Mogi Mirim e Campinas, no estado de São Paulo. Foi lá que Jorge criou sua família e se tornou referência entre os produtores de café.
Seu pai, João Tibiriçá Piratininga, faleceu em 1888, na França. Como herança, Jorge ficou com enormes extensões de terras produtivas (cana de açúcar, algodão e cereais, além do já citado café), sem contar a quantia em dinheiro, avaliada em nada menos que 500 contos de réis.

## Vida Política
A exemplo de seu pai, que foi presidente da Convenção de Itu, a qual acabou servindo de base para a formação do Partido Republicano Paulista (PRP), e de seu sogro, Antonio de Queirós Teles, que governou São Paulo entre 1886 e 1887, Jorge Tibiriçá Piratininga não tardou a ingressar na carreira política.
Por mais que, como produtor agrícola, nunca tenha deixado de utilizar a mão de obra escrava, como republicano, era a favor da implantação do trabalho livre. Tanto é que se antecipou à Lei Áurea. O fazendeiro trouxe imigrantes para suas propriedades e fixou-os em suas terras, de forma que os mesmos se estabelecessem como pequenos produtores rurais, mas continuassem servindo a seus negócios. Assim, os impactos do abolicionismo não afetaram tanto suas fazendas.
Com a Proclamação da República, no dia 15 de novembro de 1889, o presidente do governo provisório Marechal Deodoro da Fonseca escolheu Prudente de Morais como governador de São Paulo. No entanto, este acabou nomeado, no ano seguinte, como senador do congresso constituinte, sendo obrigado a deixar o cargo estadual que tinha assumido, antes mesmo de sua posse.
Com o apoio de Manuel Ferraz de Campos Sales, então ministro da fazenda, além do presidente da república, Prudente de Morais indicou Jorge Tibiriçá ao governo do estado. A nomeação oficial e o início do mandato ocorreram em outubro de 1890.

### Como presidente do estado
Pelo PRP, Jorge Tibiriçá Piratininga foi eleito presidente de São Paulo, e tomou como prioridades a reconstrução da Estação Agronômica de Campinas e a organização das eleições para a constituinte do estado.
Dentre seus feitos de maior destaque, está a tentativa de transformar o Pátio do Colégio em sede do Congresso Legislativo, pela qual o então chefe de governo foi alvo de muitas contestações pela Igreja Católica.
As eleições estaduais e municipais seriam realizadas no dia 20 de março de 1891. Contudo, Jorge acabou exonerado por Deodoro da Fonseca, eleito indiretamente à presidência da República, no dia 4 do mesmo mês. O motivo, sobretudo, seriam os atritos existentes entre o marechal e as políticos paulistas do Congresso, ocasionadas pela competição eleitoral travada com Prudente de Morais nas eleições presidenciais, ocorridas no mês anterior. Ainda por cima, Tibiriçá não teria manifestado apoio à campanha de Deodoro.
A decisão do marechal foi vista com maus olhos pela ala dos republicanos e rendeu duras críticas por parte da imprensa. Para o lugar de Jorge, Deodoro da Fonseca nomeou Américo Brasiliense, que tomou posse do governo de São Paulo três dias depois da exoneração.
Após dissolver o Congresso Nacional, o então presidente da República viu seu mandato ficar sob enorme pressão e acabou renunciando ao cargo no dia 23 de novembro. Quem o substituiu foi o vice, Floriano Peixoto, que restabeleceu o Congresso e ofereceu a Tibiriçá um assento no ministério. O ex-governador paulista, porém, rejeitou a possibilidade.
Américo Brasiliense continuava como governador de São Paulo, mas acabou entregando o cargo ao major Sérgio Castelo Branco no dia 15 de dezembro. Brasiliense desistiu do mandato após o crescimento de um levante republicano, que entrou em confronto com as forças policiais para derrubá-lo. Castelo Branco, por sua vez, repassou o cargo para o vice José Alves de Cerqueira César.
Em março de 1892, novas eleições foram realizadas em São Paulo. Jorge Tibiriçá elegeu-se senador estadual e, na sequência, acabou assumindo a vice-presidência do Senado, além de se tornar integrante da Comissão de Fazenda e Contas do mesmo.

### Como secretário da Agricultura, Comércio e Obras públicas
Ainda em 1892, no dia 23 de agosto, Bernardino de Campos foi eleito governador de São Paulo e colocou a Secretaria da Agricultura, Comércio e Obras Públicas à disposição de Jorge Tibiriçá Piratininga, que renunciou ao cargo de senador e aceitou o convite, assumindo a função em 12 de dezembro.
Dentre os principais feitos de Jorge na gestão da Secretaria de Agricultura, Comércio e Obras Públicas foi o aumento significativo do fornecimento de água na capital. Foi a partir das obras implementadas por ele que o abastecimento diário, em litros, cresceu de 3,5 milhões para 31,5 milhões.
Tibiriçá também teve papel importante na formação de novos engenheiros agrônomos, igualmente capazes de promover um desenvolvimento agroindustrial. Foi por meio de seu incentivo que a Escola Politécnica de São Paulo, a Escola Prática de Piracicaba e o Instituto Agrônomo de Campinas se tornaram referências na formação de técnicos agrícolas.
Jorge Tibiriçá Piratininga exerceu a função de secretário da Agricultura, Comércio e Obras Públicas até o março de 1895, quando deixou o cargo para a entrada de Teodoro de Carvalho.

### Senado estadual
Logo após deixar o cargo, o fazendeiro voltou a ocupar um assento no Senado Estadual. Seu novo mandato teve início no dia 8 de abril de 1895. Em 1896, voltou a fazer parte das comissões de Fazenda e Contas, no qual se manteve até 1900. Neste ano, integrando as comissões de Terras Públicas e Minas.
No ano de 1901, conseguiu a reeleição como senador do estado, se tornando membro das comissões de Indústria, Comércio, Obras Públicas e Estatística.
Neste mesmo ano, eclodiu a crise do sistema cafeeiro, em que o café sofreu uma queda considerável de preço que, somada às restrições de crédito, acabou por abalar as negócios de diversos fazendeiros. Um deles foi Jorge Tibiriçá, que foi obrigado a hipotecar a fazenda Ressaca e a conceder parte de suas terras para a subsistência de seus colonos.
A alternativa para manter as produções em andamento foi apelar para ao setor de pecuária. Com a ajuda de sua esposa, Ana Tibiriçá, Jorge passou a utilizar o gado que possuía em sua fazenda para comércio de leite e derivados.

### Retorno ao governo de São Paulo
A crise do café fez com que o Partido Republicano voltasse a apostar no nome de Jorge Tibiriçá Piratininga para a candidatura ao governo de São Paulo, dado o sucesso obtido pelo fazendeiro no período em que esteve no comando da Secretaria de Agricultura, Comércio e Obras Públicas.
Dito e feito. No dia 15 de fevereiro de 1904, Jorge assumiu o cargo de governador do estado pela segunda vez em sua vida, agora sob um mandato de quatro anos, previsto para se encerrar em 1908.
O governo de Tibiriçá ficou marcado pela grande discordância em relação ao presidente da República Rodrigues Alves. A este não agradava em nada a aproximação dos estados de São Paulo, Rio de Janeiro e Minas Gerais, em prol de uma remodelamento do padrão monetário, a qual ia na contramão da política de câmbio estabelecida pelo Ministério da Fazenda.
Dessa união entre os estados de maior produção cafeeira nasceu o Convênio de Taubaté, chefiado por Jorge Tibiriçá, em colaboração com governador o mineiro Francisco Sales e o carioca Nilo Peçanha. Foi estabelecido um pacto de proteção ao produto, que tinha como principal objetivo aumentar seu preço de exportação.
Jorge Tibiriçá Piratininga deixou o governo de São Paulo ao fim de seu mandato, em 1908, dando lugar ao ex-secretário da Fazenda Manuel Joaquim de Albuquerque Lins, que assumiu o cargo no dia 1 de maio. No dia 7 de setembro, o ex-governador do estado voltou a ser eleito para o Senado, assim como voltou a fazer parte da Comissão de Indústria, Comércio, Obras Públicas e Estatística.
Jorge Tibiriçá veio a falecer no dia 29 de setembro de 1928, quando tinha 72 anos de idade e exercia a função de presidente do Tribunal de Contas do Estado de São Paulo. Do relacionamento com Ana de Queirós Teles Tibiriçá, foram 10 filhos.